# Петников, Григорий Николаевич
Григо́рий Никола́евич Пе́тников (25 января [6 февраля] 1894, Санкт-Петербург, Российская империя — 10 мая 1971, Старый Крым, Кировский район, Крымская область, УССР, СССР) — русский поэт, переводчик, издатель. Член СП СССР с 1955 года. Член союза «Председателей земного шара».

## Биография
Родился в семье украинского дворянина-поручика и польки, дочери полкового врача.

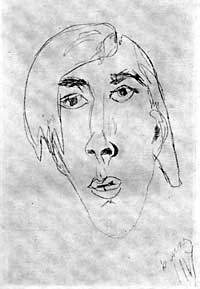
Петников на рисунке В. Хлебникова, 1917 год

Учился в Харьковской гимназии, в пятом классе выпускал рукописный журнал, тогда же подружился с Божидаром (Б. П. Гордеевым). Учился на историко-филологическом факультете Московского университета, окончил образование на юридическом и литературном факультетах Харьковского университета.
В 1913 году увлекся поэзией и примкнул к футуристическому лагерю. В 1914 году совместно с Божидаром и Николаем Асеевым основал в Харькове издательство «Лирень», вплоть до 1922 года публиковавшее книги и сборники футуристов.
Октябрьскую революцию встретил восторженно. Участвовал в Гражданской войне. С марта 1919 года непродолжительное время возглавлял Всеукраинский литературный комитет Наркомпроса Украины.
В 1925—1931 годах жил в Ленинграде, работал сотрудником издательства «Academia». В 1931 по 1938 год  жил в Москве.
С 1938 по 1958 год проживал в Малоярославце.
С 1958 по 1971 год жил в Старом Крыму. Похоронен на городском кладбище в Старом Крыму.
Награждён орденом «Знак Почёта», медалями.

## Творчество
Ранние книги Петникова лежат в русле умеренного футуризма, в них сочетается следование Хлебникову (в том числе и в интересе к русскому фольклору) с влиянием романтизма (не случайно в самом начале творческого пути Петников переводил Новалиса):
А ты же всё кочевник

Моих обугленных строк,

Светом послушай очей в них

Водопоях гремящий рог.
Именно Петникову Хлебников передал по наследству титул Председателя Земного шара. Однако в произведениях Петникова, начиная с 1930-х годов, никаких следов футуризма не остаётся: это вполне заурядная советская поэзия.
Петников также много занимался художественным переводом: в 1920—1930-е годы — главным образом, немецкой поэзии (Рильке, Верфель, Эренштейн, Гейм и другие экспрессионисты), позднее — мифов Древней Греции, украинских народных сказок, в 1937 году сделал перевод сказок братьев Гримм многократно переиздававшийся, и т. п.

## Личная жизнь
Жена (до 1924 года) — Вера Михайловна Синякова (1899—1973), впоследствии замужем за прозаиком С. Г. Гехтом.
Жена (с 1924 года по 1932) — Александра Фёдоровна Мельникова, впоследствии замужем за публицистом А. Г. Брагиным.

Могила Петникова на Старокрымском кладбище.

## Сочинения
- Леторей. Архивная копия от 25 октября 2016 на Wayback Machine (совместно с Н. Асеевым) — М., 1915
- Поросль солнца: 3-я книга стихов. Архивная копия от 14 декабря 2016 на Wayback Machine — М., 1918
- Быт побегов, 1918.
- Книга Марии. Зажги снега. Архивная копия от 17 сентября 2016 на Wayback Machine — СПб., 1920
- Ночные молнии, 1928.
- Книга избранных стихотворений, 1930.
- Молодость мира, 1934.
- Запад и Восток, 1935.
- Заветная книга, 1961.
- Открытые страницы, 1963.
- Утренний свет, 1967.
- Лирика, Симферополь, 1969.
- Пусть трудятся стихи, 1972.